# 射線 (漫畫)
射線是美國DC漫畫的超級英雄。目前有四個英雄使用過這個稱號，Langford "Happy" Terril、Ray Terrill、Stan Silver、Lucien Gates
。Ray的父親是Happy；而Stan是反派間碟，後來被Ray打敗。第四位Ray重啟，則是小時候聽過Happy Terril的故事。

## 其他媒體

### 電視
- 綠箭宇宙
  - 2017年綠箭宇宙交叉集《地球X的危機（英语：Crisis on Earth-X）》，由英國男星羅素·托維飾演Ray Terrill[2]。
  - 動畫影集《Freedom Fighters: The Ray》，同由羅素·托維配音[3]。

## 資料來源

### 腳註
1. ↑  Greenberger, Robert. . Dougall, Alastair  (编). . New York: Dorling Kindersley. 2008: 131. ISBN 0-7566-4119-5. OCLC 213309017.
2. ↑  
同志超級英雄加入綠箭宇宙！《諜影行動》羅素托維將演出光束俠 （页面存档备份，存于） 2018.7.25 DramaQueen電視迷
3. ↑  .   [2018-09-29]. （原始内容存档于2016-08-14）.

### 外部連結
- Ray I Index
- Ray I Profile （页面存档备份，存于）
- DCU Guide: Langford Terrill
- DCU Guide: Raymond Terrill
- Toonopedia: Ray profile